# Marty (Dakota del Sud)
Marty è un census-designated place (CDP) degli Stati Uniti d'America, situato in Dakota del Sud, nella contea di Charles Mix.